# 方廷普雷里鎮區 (明尼蘇達州派普斯通縣)
方廷普雷里鎮區（英語：Fountain Prairie Township）是位於美國明尼蘇達州派普斯通縣的一個行政鎮區。

## 地方資料
方廷普雷里鎮區的面積為95.90平方千米，當中陸地面積為95.86平方千米，而水域面積為0.04平方千米。根據2020年美國人口普查的數據，當地共有人口238人，而人口密度為每平方千米2.48人。